# Gustavo Adrián López
Gustavo Adrián López, född den 13 april 1973 i Valentín Alsina, Argentina, är en argentinsk före detta fotbollsspelare. Vid fotbollsturneringen under OS 1996 i Atlanta deltog han i det argentinska lag som tog silver. 